# 鲁内·埃马努埃尔松
鲁内·埃马努埃尔松（瑞典語：Rune Emanuelsson，1923年10月8日—1993年3月21日），瑞典男子足球运动员，司职中场。他曾代表瑞典国家队参加1948年夏季奥林匹克运动会足球比赛，获得一枚金牌。